# 三菱扶桑Fighter
三菱Fighter（英文：Mitsubishi Fuso Fighter，日文：三菱ふそう・ファイター），是三菱扶桑卡客車的一款中型卡車，於1984年推出，主要定位於大型物流，迄今出現了兩代。
在亞洲其主要競爭對手為五十鈴Forward、UD Condor、日野Ranger和平治Atego。

## 外部連結
- 三菱Fighter官方網站